# John Gimson
John Gimson (Leicester, 27 de setembro de 1992) é um velejador britânico, medalhista olímpico.

## Carreira
Gimson participou dos Jogos Olímpicos de Verão de 2020 em Tóquio, onde participou da classe Nacra 17, conquistando a medalha de prata ao lado de Anna Burnet após finalizar a série de treze regatas com 45 pontos.